# Cheiloneurus beerwahi
Cheiloneurus beerwahi är en stekelart som först beskrevs av Girault 1925.  Cheiloneurus beerwahi ingår i släktet Cheiloneurus och familjen sköldlussteklar. Inga underarter finns listade i Catalogue of Life.